# Abes
Abes là một chi bướm đêm đơn loài thuộc họ Erebidae. Loài duy nhất của chi, Abes vedi được phát hiện ở vùng tây bắc Thái Lan. Cả chi và loài đều được Michael Fibiger mô tả lần đầu năm 2010.
Sải cánh của loài này dài khoảng 10 mm.